# Bentley 4 Litre
De Bentley 4 Litre is een luxeauto van het Britse automerk Bentley die van 1931 tot 1932 geproduceerd werd. De auto's bestonden uit een rollend chassis met daarop een carrosserie die Bentley van verschillende carrosseriebouwers aanbood. De 4 Litre was een ultieme poging om het noodlijdende Bentley weer financieel gezond te maken. Bentley ging echter failliet en werd in 1931 overgenomen door Rolls-Royce Limited.

## Ontwerp
De 4 Litre was gebaseerd op het verkorte chassis van de Bentley 8 Litre en werd aangedreven door een gemodificeerde 3915 cc zes-in-lijn kop/zijklepmotor van Ricardo. Deze motor ontwikkelde een vermogen van 89 kW (120 pk), dat via een handgeschakelde vierversnellingsbak naar de achterwielen werd overgebracht. Het vermogen van de Ricardo-motor was echter ontoereikend voor het zware chassis van de 8 Litre.

## Productie
De eerste Bentley 4 Litre werd in mei 1931 geregistreerd, de laatste in juni 1933. Er zijn in totaal 50 exemplaren gebouwd, waarvan 11 met een verlengde wielbasis. De 4 Litre werd aangeboden aan twee derden van de prijs van 8 Litre in een poging te concurreren met de Rolls-Royce 20/25.